# Paula Mollenhauer
Paula Mollenhauer (Hamburg, 22 december 1908 - 7 juli 1988) was een handbalspeelster en atlete uit Duitsland.
Op de Olympische Zomerspelen van Amsterdam in 1928 nam Mollenhauer deel aan het onderdeel discuswerpen, ze werd twaalfde.
Op de Olympische Zomerspelen van Berlijn in 1936 nam ze ook deel aan het onderdeel discuswerpen, dit maal behaalde ze met een worp van 38,59 meter de derde plaats en een bronzen medaille.
Mollenhauer werd ook drie maal nationaal kampioene discuswerpen van Duitsland, in 1929m 1931 en 1943.
Haar persoonlijk record bij het discuswerpen was 11,40 meter, dat ze behaalde in 1933.
Op de Europese kampioenschappen atletiek 1938 werd ze derde.
Daarnaast was ze succesvol in het handballen, ze won enkele malen het Noord-Duits kampioenschap met veldhandbal.